# 354

## Събития
- Анонимен римски хронограф повтаря сведенията от латинската хроника от 354 година.

## Родени
- 13 ноември – Августин Блажени, римски теолог